# Senátní obvod č. 11 – Domažlice
Senátní obvod č. 11 – Domažlice je podle zákona č. 247/1995 Sb. tvořen celým okresem Domažlice a částí okresu Klatovy, ohraničenou na severu obcemi Chudenice, Dolany, Klatovy, Předslav, Bolešiny, Myslovice, Obytce, Mochtín, Číhaň, Kolinec, Hrádek, Budětice, Rabí a Hejná.
Současným senátorem je od roku 2024 Jan Látka.

## Senátoři
| Volby | Volby | Senátor          | Senátor           | Volební strana | Navrhující strana | Politická příslušnost | Odkaz  |
| ----- | ----- | ---------------- | ----------------- | -------------- | ----------------- | --------------------- | ------ |
|       | 1996  |                  | Petr Smutný       | ČSSD           | ČSSD              | ČSSD                  | profil |
| 2000  |       |                  | Petr Smutný       | ČSSD           | ČSSD              | ČSSD                  |        |
| 2006  |       | Jiřina Rippelová | profil            | ČSSD           | ČSSD              | ČSSD                  |        |
| 2012  |       | Jan Látka        | profil            | ČSSD           | ČSSD              | ČSSD                  |        |
|       | 2018  |                  | Vladislav Vilímec | ODS            | ODS               | ODS                   | profil |
|       | 2024  |                  | Jan Látka         | ANO            | ANO               | ANO                   |        |

## Volby

### Rok 1996
První volby do Senátu PČR se konaly v roce 1996. V prvním kole voleb byl na Domažlicku nejúspěšnější kandidát vládní ODS poslanec PČR Ivan Bečvář, který obdržel 36,7 % hlasů. Do druhého kola postoupil také Petr Smutný z ČSSD. Druhé kolo pak bylo velmi vyrovnané a Smutný v něm nakonec získal 50,3 % hlasů a stal se prvním domažlickým senátorem.
| Kandidát | Kandidát                | Volební strana | Navrhující strana | Politická příslušnost | Počet hlasů (1. kolo) | %     | Počet hlasů (2. kolo) | %     |
| -------- | ----------------------- | -------------- | ----------------- | --------------------- | --------------------- | ----- | --------------------- | ----- |
|          | Ing. Petr Smutný        | ČSSD           | ČSSD              | ČSSD                  | 7 571                 | 23,10 | 15 341                | 50,32 |
|          | Ing. Ivan Bečvář        | ODS            | ODS               | ODS                   | 12 019                | 36,67 | 15 144                | 49,68 |
|          | RSDr. Václav Jung       | KSČM           | KSČM              | KSČM                  | 5 522                 | 16,85 | —                     | —     |
|          | Ing. Jaroslav Lobkowicz | KDU-ČSL        | KDU-ČSL           | KDU-ČSL               | 4 589                 | 14,00 | —                     | —     |
|          | Josef Sedláček          | SŽJ            | SŽJ               | SŽJ                   | 2 275                 | 6,94  | —                     | —     |
|          | Marie Haisová, MBA      | SZ             | SZ                | BEZPP                 | 801                   | 2,44  | —                     | —     |

### Rok 2000
Petr Smutný svůj mandát senátora obhajoval také v další volbách, které se konaly díky zkrácenému mandátu už v roce 2000. V prvním kole získal 23,7 %, a postoupil tak z prvního místa. Ve druhém kole pak poměřil s nezávislým kandidátem Jaroslavem Komorou, který těsně postoupil přes třetího Pavla Faschingbauera, jenž kandidoval jako nestraník za ODS. Smutný ve druhém kole obdržel 56,1 %, a obhájil tak svůj mandát na dalších šest let. V průběhu tohoto mandátu se stal postupně předsedou senátorského klubu ČSSD a pak i místopředsedou Senátu.
| Kandidát | Kandidát                   | Volební strana | Navrhující strana | Politická příslušnost | Počet hlasů (1. kolo) | %     | Počet hlasů (2. kolo) | %     |
| -------- | -------------------------- | -------------- | ----------------- | --------------------- | --------------------- | ----- | --------------------- | ----- |
|          | Ing. Petr Smutný           | ČSSD           | ČSSD              | ČSSD                  | 7 988                 | 23,68 | 11 084                | 56,09 |
|          | Ing. Jaroslav Komora, CSc. | NK             | NK                | BEZPP                 | 6 282                 | 18,62 | 8 675                 | 43,90 |
|          | Mgr. Pavel Faschingbauer   | ODS            | ODS               | BEZPP                 | 6 078                 | 18,01 | —                     | —     |
|          | Mgr. Jaroslav Dolejší      | KSČM           | KSČM              | KSČM                  | 5 278                 | 15,64 | —                     | —     |
|          | Mgr. Ivan Petrů            | 4KOALICE       | US                | BEZPP                 | 3 821                 | 11,32 | —                     | —     |
|          | Tomislav Vodička           | NK             | NK                | BEZPP                 | 3 660                 | 10,85 | —                     | —     |
|          | Vladimír Šimčík            | UPE            | UPE               | UPE                   | 391                   | 1,15  | —                     | —     |
|          | Karel Jachan               | PA             | PA                | PA                    | 129                   | 0,38  | —                     | —     |
|          | Mgr. Jaroslav Fridrich     | ČSNS           | ČSNS              | BEZPP                 | 104                   | 0,30  | —                     | —     |

### Rok 2006
Ve volbách v roce 2006 už Petr Smutný mandát znovu neobhajoval a ČSSD místo něj nasadila právničku Jiřinu Rippelovou. Ta dostala skončila v prvním kole druhá, když ji porazila nestranička za ODS a bývalá mediálně známá asistentka amerických prezidentů Eliška Hašková-Coolidge, která obdržela 26,17 % hlasů. Ve druhém kole už pak byla s 57,8 % hlasů úspěšnější Rippelová a ČSSD nadále udržela senátorský mandát na Domažlicku.
| Kandidát | Kandidát                | Volební strana | Navrhující strana | Politická příslušnost | Počet hlasů (1. kolo) | %     | Počet hlasů (2. kolo) | %     |
| -------- | ----------------------- | -------------- | ----------------- | --------------------- | --------------------- | ----- | --------------------- | ----- |
|          | JUDr. Jiřina Rippelová  | ČSSD           | ČSSD              | ČSSD                  | 10 854                | 24,93 | 15 227                | 57,84 |
|          | Eliška Hašková-Coolidge | ODS            | ODS               | BEZPP                 | 11 393                | 26,17 | 11 097                | 42,15 |
|          | MUDr. Michal Janek      | NK             | NK                | BEZPP                 | 8 689                 | 19,96 | —                     | —     |
|          | Ing. Věstislav Křenek   | KSČM           | KSČM              | KSČM                  | 5 829                 | 13,39 | —                     | —     |
|          | Ing. Jaroslav Lobkowicz | KDU-ČSL        | KDU-ČSL           | KDU-ČSL               | 4 772                 | 10,96 | —                     | —     |
|          | PhDr. Stanislav Volák   | US-DEU         | US-DEU            | US-DEU                | 1 995                 | 4,58  | —                     | —     |

### Rok 2012
Jiřina Rippelová měla v úmyslu svůj senátorský mandát ve volbách v roce 2012 obhajovat, a tak když prohrála stranické primárky s poslanecem PČR a bývalým domažlickým starostou Janem Látkou, vystoupila z ČSSD a v senátních volbách kandidovala jako nestranička za SPOZ. Ve volbách však neuspěla a skončila až čtvrtá. Látkovi se podařilo získat 25,4 % a společně s Rudolfem Salvetrem z ODS postoupil do druhého kola. V něm pak Látka získal 51,6 % hlasů a stal se novým domažlickým senátorem.
| Kandidát | Kandidát                      | Volební strana | Navrhující strana | Politická příslušnost | Počet hlasů (1. kolo) | %     | Počet hlasů (2. kolo) | %     |
| -------- | ----------------------------- | -------------- | ----------------- | --------------------- | --------------------- | ----- | --------------------- | ----- |
|          | Jan Látka                     | ČSSD           | ČSSD              | ČSSD                  | 8 640                 | 25,39 | 12 128                | 51,56 |
|          | Mgr. Rudolf Salvetr           | ODS            | ODS               | ODS                   | 7 521                 | 22,10 | 11 391                | 48,43 |
|          | Jan Rejfek                    | KSČM           | KSČM              | KSČM                  | 6 176                 | 18,15 | —                     | —     |
|          | JUDR. Jiřina Rippelová        | SPOZ           | SPOZ              | BEZPP                 | 5 984                 | 17,58 | —                     | —     |
|          | MUDr. Michal Janek            | TOP 09, STAN   | TOP 09            | TOP 09                | 4 957                 | 14,56 | —                     | —     |
|          | prof. MUDr. Ivan Šterzl, CSc. | NÁR.SOC.       | NÁR.SOC.          | NÁR.SOC.              | 744                   | 2,18  | —                     | —     |

### Rok 2018
První kolo senátních voleb v roce 2018 bylo na Domažlicku velice vyrovnané. Bývalý poslanec PČR a místostarosta města Kdyně Vladislav Vilímec z ODS v něm získal 21,49 % a jeho soupeř pro druhé kolo a obhajující senátor za ČSSD Jan Látka jen o pouhých 6 hlasů méně. Ve druhém kole byl ale Vilímec nakonec lepší o téměř 1 000 hlasů a díky zisku 52,6 % se stal prvním občanskodemokratickým senátorem v tomto dosud levicovém obvodě.
| Kandidát | Kandidát               | Volební strana | Navrhující strana | Politická příslušnost | Počet hlasů (1. kolo) | %     | Počet hlasů (2. kolo) | %     |
| -------- | ---------------------- | -------------- | ----------------- | --------------------- | --------------------- | ----- | --------------------- | ----- |
|          | Ing. Vladislav Vilímec | ODS            | ODS               | ODS                   | 9 142                 | 21,49 | 9 408                 | 52,59 |
|          | Jan Látka              | ČSSD           | ČSSD              | ČSSD                  | 9 136                 | 21,47 | 8 478                 | 47,40 |
|          | MUDr. Michal Janek     | TOP 09         | TOP 09            | TOP 09                | 6 777                 | 15,93 | —                     | —     |
|          | JUDr. Miroslav Vokáč   | ANO            | ANO               | ANO                   | 6 233                 | 14,65 | —                     | —     |
|          | Ing. Viktor Krutina    | Piráti         | Piráti            | Piráti                | 5 198                 | 12,21 | —                     | —     |
|          | RSDr. Josef Švarcbek   | KSČM           | KSČM              | KSČM                  | 2 975                 | 6,99  | —                     | —     |
|          | Ing. Milan Obdržálek   | SPD            | SPD               | SPD                   | 2 509                 | 5,89  | —                     | —     |
|          | Mgr. Miroslav Timura   | ČS             | ČS                | BEZPP                 | 567                   | 1,33  | —                     | —     |

### Rok 2024
Ve volbách v roce 2024 senátor Vladislav Vilímec obhajoval svůj mandát za ODS. Jeho kandidaturu rovněž podporovala strana Monarchiste.cz a TOP 09. Mezi jeho vyzyvatele patřili starosta města Domažlice Stanislav Antoš, který kandidoval za koalici KDU-ČSL, PRO PLZEŇ a ADS, oční asistent Jan Janda z Pirátů a účetní Ján Ridzoň, který kandidoval za koalici SPD a Trikolora. Kandidátem hnutí STAN byl radní Plzeňského kraje Libor Picka. Za hnutí ANO kandidoval krajský zastupitel a bývalý senátor Jan Látka. Jako nezávislý kandidoval právník Robert Baxa. Za SOCDEM kandidoval jednatel Václav Sladký. O post senátora usiloval také advokát Ivan Maštálka z KSČM.
V prvním kole vyhrál s 28,96 % hlasů Jan Látka. Do druhého kola s ním postoupil také Vladislav Vilímec, který obdržel 15,70 % hlasů.
Ve druhém kole vyhrál Jan Látka, který získal 55 % hlasů.
| Kandidát | Kandidát                       | Volební strana          | Navrhující strana | Politická příslušnost | Počet hlasů (1. kolo) | %     | Počet hlasů (2. kolo) | %     |
| -------- | ------------------------------ | ----------------------- | ----------------- | --------------------- | --------------------- | ----- | --------------------- | ----- |
|          | Jan Látka                      | ANO                     | ANO               | ANO                   | 8 259                 | 28,96 | 8 555                 | 55,00 |
|          | Ing. Vladislav Vilímec         | ODS                     | ODS               | ODS                   | 4 478                 | 15,70 | 6 999                 | 44,99 |
|          | Ing. Libor Picka               | STAN                    | STAN              | STAN                  | 2 734                 | 9,58  | —                     | —     |
|          | Bc. Stanislav Antoš            | KDU-ČSL, PRO PLZEŇ, ADS | KDU-ČSL           | KDU-ČSL               | 2 660                 | 9,33  | —                     | —     |
|          | Ing. Ján Ridzoň                | SPD, Trikolora          | SPD               | SPD                   | 2 616                 | 9,17  | —                     | —     |
|          | Mgr. Bc. Robert Baxa, LL.M.    | NK                      | NK                | BEZPP                 | 2 379                 | 8,34  | —                     | —     |
|          | Mgr. Ivan Maštálka, LL.M., MBA | KSČM                    | KSČM              | KSČM                  | 2 192                 | 7,68  | —                     | —     |
|          | Jan Janda                      | Piráti                  | Piráti            | Piráti                | 1 679                 | 5,88  | —                     | —     |
|          | Václav Sladký                  | SOCDEM                  | SOCDEM            | SOCDEM                | 1 512                 | 5,30  | —                     | —     |

## Volební účast
|  | nejvyšší volební účast |  | nejnižší volební účast |

| Rok  | % (1. kolo) | % (2. kolo) |
| ---- | ----------- | ----------- |
| 1996 | 33,21       | 30,65       |
| 2000 | 36,27       | 19,55       |
| 2006 | 47,05       | 25,56       |
| 2012 | 37,11       | 22,73       |
| 2018 | 44,53       | 17,48       |
| 2024 | 30,69       | 16,24       |